# Madaghatta, Mulbagal
Madaghatta là một làng thuộc tehsil Mulbagal, huyện Kolar, bang Karnataka, Ấn Độ.